# Manuel Marroquín
Manuel Marroquín es un futbolista mexicano, nació el 25 de octubre de 1993 en Bochil, Chiapas, se desarrolló en las fuerzas básicas del Atlante FC.

## Carrera
Debutó el 26 de abril de 2014 en el juego Jaguares vs Atlante FC del Clausura en la Liga MX.

## Trayectoria

### Clubes
| Club               | País   | Periodo       | Categoría  |
| ------------------ | ------ | ------------- | ---------- |
| Atlante FC         | México | 2013-2014     | Liga MX    |
| Atlante FC         | México | 2014-2017     | Ascenso MX |
| Dorados de Sinaloa | México | 2018          | Ascenso MX |
| Deportivo Tepic    | México | 2018-presente | Serie A    |

### Títulos nacionales
| Título     | Club      | País   | Año  |
| ---------- | --------- | ------ | ---- |
| Ascenso MX | Alebrijes | México | 2019 |